# Bayerisches Schulmuseum Ichenhausen
Das Bayerische Schulmuseum Ichenhausen ist ein Zweigmuseum des Bayerischen Nationalmuseums und hat seinen Sitz im Unteren Schloss in Ichenhausen. Es wurde 1984 eröffnet und zeigt die Geschichte des Lehrens und Lernens von der Steinzeit bis zur Gegenwart. Die Dauerausstellung beinhaltet neben zahlreichen Exponaten auch Mitmachstationen für die Besucher. So wird beispielsweise das "Rechnen auf der Linie" von Adam Ries praktisch vorgestellt, oder die Entwicklung der Schrift mit vielen Möglichkeiten zum Ausprobieren. Wichtiger Bestandteil des Schulmuseums ist das historische Klassenzimmer aus dem Jahr 1920. 
Im Erweiterungsbau des Museums werden häufig wechselnde Kunst- und Sonderausstellungen gezeigt, die sich vor allem an Schulklassen richten. Zum Vermittlungsangebot des Museums gehört ein Atelier, in dem regelmäßig künstlerische Angebote für Kinder, Jugendliche und Erwachsene stattfinden. 
Eigentümer der Museumsgebäude ist der Zweckverband Bayerisches Schulmuseum Ichenhausen. Zu den Mitgliedern des Verbandes zählen der Bezirk Schwaben, der Landkreis Günzburg und die Stadt Ichenhausen.